# Тидиан Суаре, Ахмед
Ахмед Тидиан Суаре (фр. Ahmed Tidiane Souaré; род. 1951, Мали, Гвинея) — гвинейский государственный и политический деятель, премьер-министр Гвинеи в 2008 году.

## Политическая карьера
Суаре был главой кабинета Министерства экономического и финансового контроля, отвечая за экономический и финансовый координационный комитет правительства с 1994 по 1996 год, затем возглавлял кабинет представителя министерства при премьер-министре, отвечающий за бюджет и реструктуризацию полугосударственного сектора с 1996 по 1997 год. Впоследствии, с 1997 по 2002 год, был главой кабинета Министерства экономики и финансов, а также генеральным администратором SOTELGUI и вице-президентом межведомственного комитета по мониторингу нефтяного сектора. Был назначен Генеральным инспектором финансов 2 января 2002 года; впоследствии он возглавлял административный совет ОПГ.
Суаре был назначен в правительство министром горнодобывающей промышленности и геологии 8 марта 2005 года. Впоследствии был переведён на пост государственного министра высшего образования и научных исследований 29 мая 2006 года и занимал этот пост до марта 2007 года, когда было назначено совершенно новое правительство во главе с премьер-министром Лансаной Куяте. Суаре также был президентом Национальной комиссии Гвинеи по делам ЮНЕСКО.